# Huracà Cleo (1958)
Huracà Cleo va ser l'huracà de l'atlàntic més intens de la temporada d'huracans a l'Atlàntic del 1958. És un dels tres únics huracans de Categoria 5 que no tocaren terra segons els registres històrics; els altres van ser l'huracà Dog i l'huracà Easy. Va ser el tercer cicló tropical, el primer huracà, i l'huracà més intens de la temporada. Cleo es va desenvolupar a partir d'una ona tropical a les costes d'Àfrica. S'intensificà en forma de tempesta tropical a 480 km al sud-est de Praia, Cap Verd. Es movia en direcció oest, i s'intensifica en forma d'huracà el 12 d'agost. El 14 d'agost, el cicló girà en direcció nord i el seu avanç es desaccelerà. Després, l'huracà prengué força aconseguint la seva màxima potència el 15 d'agost quan assolí els 260 km/h. El 16 d'agost, el moviment incrementà, i el cicló avança al voltant de la perifèria d'un anticicló. La trajectòria nord-oest acabà el 18 d'agost, quan girà en direcció nord-est en resposta a un tàlveg. L'huracà esdevingué un cicló extratropical el 20 d'agost, sense haver causat víctimes en tota la seva trajectòria.

## Història meteorològica

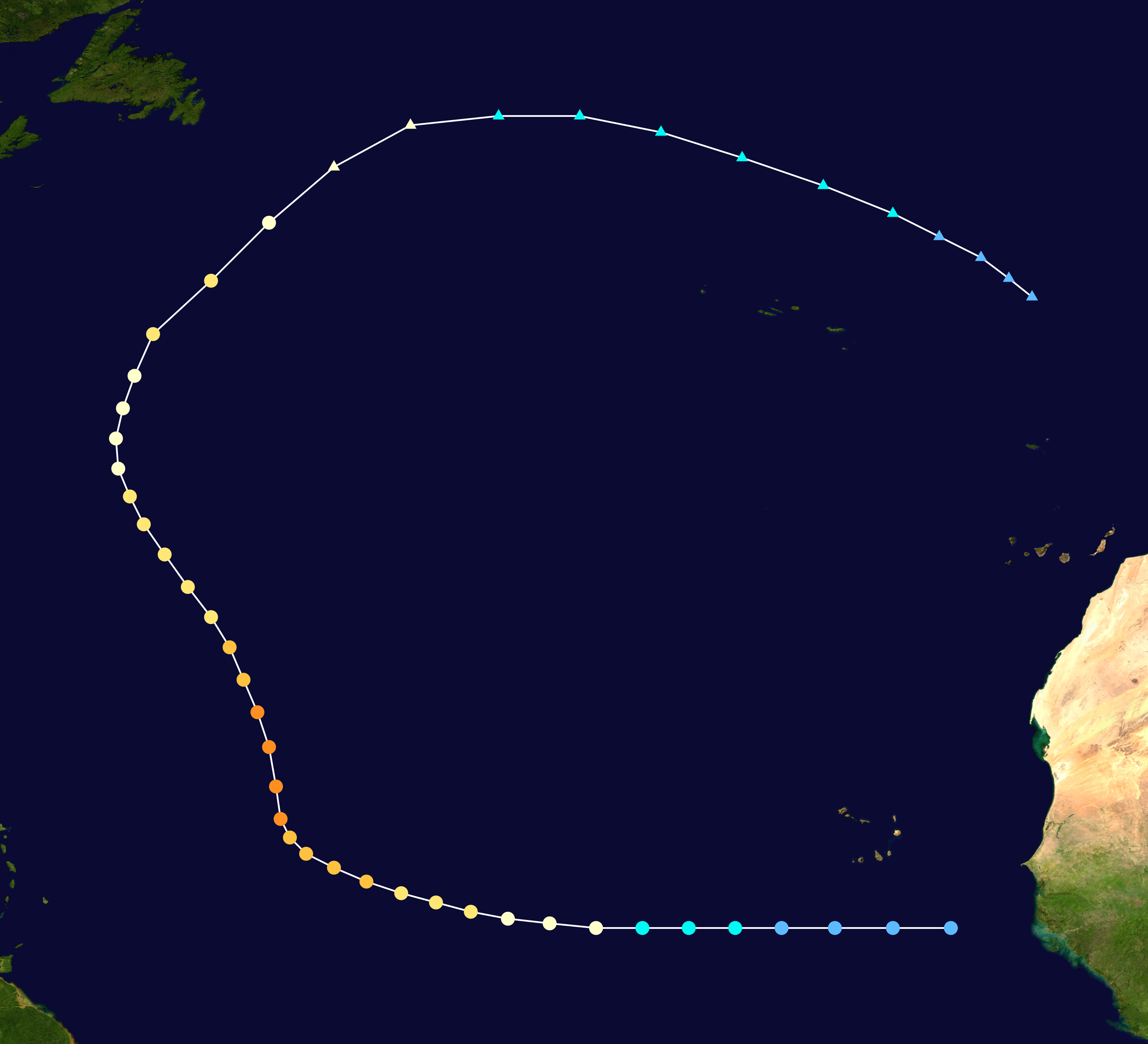
Trajectòria de la tempesta.

L'11 d'agost es detectà una àrea de baixa pressió prop de les illes del Cap Verd a partir dels mapes del temps. Les observacions del vent suggerien la possibilitat d'una circulació de nivell baix, i es creu que una tempesta tropical es formà aquell mateix dia. Operacionalment, Cleo no pogué ser classificada fins al 14 d'agost per la manca de dades. El 12 d'agost la tempesta tropical s'enfortí ràpidament, i diversos vaixells informaren de la presència d'una circulació extensa. El 13 d'agost s'intensificà en un huracà de Categoria 1 amb vents sostinguts màxims de 120 km/h. Continuà enfortint-se ràpidament, i el 14 d'agost assolí l'estatus de gran huracà. Els caçadors d'huracans localitzaren el cicló quan aconseguia vents màxims de 225 km/h; els avions informaren que la pressió atmosfèrica de la tempesta descendia fins als 962 hPa. En aquell moment, el desplaçament del cicló s'alentí, i un tàlveg en altitud prop dels 50°O permeté el gir gradual del cicló en direcció nord. El 15 d'agost els avions de reconeixement mesuraren la pressió central mínima de l'huracà; Cleo registrà uns vents sostinguts màxims de 260 km/h. Els vents més forts de l'huracà no foren documents, de manera que s'assumeix que el cicló assolia la seva força cim aquell dia.
El 16 d'agost el tàlveg de nivell alt es debilità, i una dorsal d'alta pressió forçà Cleo a virar en direcció nord-oest. La recurvatura no fou completa a causa de la latitud del sud de la tempesta i del temps climatològic de l'any. La tempesta es debilità a poc a poc en un fort huracà de Categoria 3, i passà a menys de 725 km de Bermudes el 18 d'agost. La velocitat de la tempesta es reduí al llarg del dia, i un fort tàlveg d'ona curta eixí del nord-est dels Estats Units. En resposta, el cicló accelerà en direcció nord-est, i els vents disminuïren per sota l'estatus de gran huracà. El 19 d'agost es desplaçà a 45 km/h, i el debilitament del cicló es mantingué al seu pas pel sud-est de les marítimes del Canadà. El 20 d'agost esdevingué cicló extratropical, i els romanents es mogueren en direcció est-sud-est el 21 d'agost. Es dissipà finalment a l'oest de Portugal.